# La Côte-d'Arbroz
La Côte-d'Arbroz é uma comuna francesa na região administrativa de Auvérnia-Ródano-Alpes, no departamento da Alta Saboia. Estende-se por uma área de 12.24 km². Em 2010 a comuna tinha 352 habitantes (densidade: 28,8 hab./km²).